# Lymanopoda nivea
Lymanopoda nivea är en fjärilsart som beskrevs av Otto Staudinger 1888. Lymanopoda nivea ingår i släktet Lymanopoda och familjen praktfjärilar. Inga underarter finns listade i Catalogue of Life.